# Poslanska skupina Državljanske liste Gregorja Viranta
Poslanska skupina Državljanske liste Gregorja Viranta (kratica DLGV) je poslanska skupina, ki jo sestavljajo poslanci, ki so bili izvoljeni na listi Državljanske liste Gregorja Viranta.

## Sestava

### Mandat 2011-14
- Bojan Starman
- Kristina Valenčič
- Rihard Braniselj
- Gregor Virant, predsednik Državnega zbora Republike Slovenije[1]
- Polonca Komar
- Katarina Hočevar
- Truda Pepelnik
- Ivan Vogrin